# Contra legem facit qui id facit quod lex prohibet
Il brocardo Contra legem facit qui id facit quod lex prohibet (letteralmente: agisce contro la legge colui che compie ciò che la legge proibisce) è utilizzata in diritto per indicare il negozio contrario alla legge. È considerato tale il negozio in cui taluno compie un'attività vietata dalla legge.
La frase latina continua nel seguente modo: in fraudem legis vero qui, salvis verbis, legis sententiam eius circumvenit, letteralmente "contro la legge (agisce) colui che, fatte salve le parole, aggira la sostanza (della legge)", distinguendo in tal modo il negozio contrario alla legge dal negozio in frode alla legge.